# تابع مولد احتمال
در نظریه احتمال، تابع مولد احتمال (به انگلیسی: Probability-generating function) یک متغیر تصادفی گسسته، یک نمایش سری‌های توانی از تابع جرمی احتمال یک متغیر تصادفی  است. توابع مولد احتمال معمولاً برای ایجاز در توصیفات دنباله‌ای از احتمالات Pr(X) = i، و همچنین فراهم ساختن یک فرضیه مناسب از سری‌های توانی با ضرایب نا-منفی، به کار گرفته می‌شوند. هم چنین از این تابع برای محاسبه گشتاورهای مراتب مختلف (مانند امید ریاضی یک متغیر تصادفی) استفاده میشود.

## تعریف
اگر X یک متغیر تصادفی گسسته باشد که مقادیری از بعضی زیر مجموعه‌های نا-منفی اعداد صحیح {۰، ۱، ۲، ...} اتخاذ کند، آنگاه تابع مولد احتمال X اینگونه تعریف می‌گردد:
{\displaystyle G(z)={\textrm {E}}(z^{X})=\sum _{i=0}^{\infty }f(i)z^{i},}
که در آن f تابع جرمی احتمالX است. دقت کنید که نشانه‌گذاری معادل GX بعضی مواقع برای متمایز ساختن توابع مولد احتمال متغیرهای تصادفی مختلفی مورد استفاده قرار می‌گیرد.

## خواص

### سری‌های توانی
توابع مولد احتمال از تمام قوانین سری‌های توانی با ضرایبِ نا-منفی تبعیت می‌کنند. به طور خاص G(۱-) = ۱، تا زمانی‌که احتمالات باید ۱ واحد افزوده شوند و در جاییکه G(۱-) = limz→۱G(z)، آن‌گاه طبق قضیهٔ آبل برای سری‌های توانی با ضرایب نا-منفی، شعاع همگرایی هر تابع مولد احتمال باید حداقل ۱ باشد.

### توابع برای متغیرهای تصادفی مستقل
توابع مولد احتمال به‌طور خاص برای کار کردن با توابع متغیرهای تضادفی مستقل، کاربرد دارند. به عنوان مثال:
اگر X۱، X۲، ...، Xn
یک دنباله از متغیرهای تصادفی مستقل (و نه لزوماً با توزیع یکنواخت) باشند و همچنین
{\displaystyle S_{n}=\sum _{i=1}^{n}a_{i}X_{i},}
که در آن a'iها ثابت هستند، آنگاه تابع مولد احتمال بدین شکل است:
{\displaystyle E(z^{S_{n}})=E(z^{\sum _{i=1}^{n}a_{i}X_{i},})=G_{S_{n}}(z)=G_{X_{1}}(z^{a_{1}})G_{X_{2}}(z^{a_{2}})\ldots G_{X_{n}}(z^{a_{n}}).}
به عنوان مثال اگر:
{\displaystyle S_{n}=\sum _{i=1}^{n}X_{i},}
آنگاه تابع مولد احتمالِ (GSn(z به شکل زیر است:
{\displaystyle G_{S_{n}}(z)=G_{X_{1}}(z)G_{X_{2}}(z)\ldots G_{X_{n}}(z).}
همچنین تابع مولد احتمالِ اختلاف میان دو متغیر تصادفی (S = X۱ − X۲) برار است با:
{\displaystyle G_{S}(z)=G_{X_{1}}(z)G_{X_{2}}(1/z).}

## مثال‌ها
- تابع مولد احتمال یک متغیر تصادفی ثابت، به عنوان مثال Pr(X=c) = ۱، به شکل زیر است:

{\displaystyle G(z)=\left(z^{c}\right).}
- تابع مولد احتمال یک متغیر تصافی با توزیع دوجمله‌ای، تعداد موفقیت‌ها درn آزمایش، با احتمال موفقیت p در هر مرحله برابر است با:

{\displaystyle G(z)=\left[(1-p)+pz\right]^{n}.}
- تابع مولد احتمال یک متغیر تصادفی دو جمله‌ای منفی که در آن تعداد آزمایش‌های لازم برای رسیدن به rامین موفقیت با احتمال موفقیت p در هر آزمایش، برابر است با:

{\displaystyle G(z)=\left({\frac {pz}{1-(1-p)z}}\right)^{r}.}
- تابع مولد احتمال یک متغیر تصادفی پواسون با نرخ λ برابرست با:

{\displaystyle G(z)=\left({\textrm {e}}^{\lambda (z-1)}\right).}

## توابع مولد احتمال برای متغیرهای تصادفی پیوسته
مفهوم تابع مولد احتمال یک متغیر تصادفی تنها، می‌تواند به تابع مولد احتمال برای دو یاچند متغیر تصادفی پیوسته نیز تعمیم داده شود.

## مفاهیم مرتبط
از تابع مولد احتمال به‌ندرت با نام تبدیلِ z یک تابع جرمی احتمال نیز یاد می‌شود. این یک نمونه از تابع مولد یک دنباله نیز هست(به سری‌های توانی منظم رجوع شود).